# Nick y Nora Charles
Nick y Nora Charles son los personajes creados por Dashiell Hammett para su novela "El hombre delgado", y que posteriormente aparecerían también en la serie de películas basadas en el libro, siendo su primera aparición en "La cena de los acusados".

## Descripción
Nick, cuyo verdadero apellido familiar fue cambiado a Charles al entrar su padre en el país (el original griego era "Charalambides"), es un detective privado ahora retirado; Nora, en cambio, es una mujer de familia adinerada de la alta sociedad, ya que su padre era propietario de una línea de ferrocarril y un aserradero entre otros negocios, de los que se encarga de dirigir ahora Nick al heredarlos ella tras la muerte de su padre. La mayor afición de Nick ahora es emborracharse, y si se encarga de investigar el caso es sólo porque se ve arrastrado a él y por cumplir el deseo de Nora de verle trabajar como detective.
Ambos personajes fueron creados por Hammett reflejando en varias ocasiones tanto su personalidad como la de su amante durante más de 30 años, la dramaturga Lillian Hellman.